# Sebastian Fink
Sebastian Fink (* 6. April 1933 in Reimlingen; † 26. Dezember 2010 in Wallerstein) war ein deutscher Bildhauer.

## Leben
Sebastian Fink wurde 1933 zusammen mit seinem Zwillingsbruder Matthias in Reimlingen geboren. Nachdem er 1947 die dortige Volksschule abgeschlossen hatte, trat er in die Fußstapfen seines Vaters und begann eine Ausbildung als Maurer. Auf das Ablegen der Gesellenprüfung im Maurerhandwerk folgte eine vierjährige Tätigkeit bei seiner Ausbildungsfirma in Kleinerdlingen. 1954 trat er eine zweite Lehre zum Bildhauer an der Kunstgewerbeschule München an, die er 1957 mit der Gesellenprüfung abschließen konnte.
Nach seiner Zeit in München kehrte er wieder ins Ries zurück und war dort mehrere Monate beim Wemdinger Künstler Ernst Steinacker tätig. Darauf arbeitete er bis 1959 im Dienst von Fürst Carl-Friedrich von Oettingen-Wallerstein, der Fink nicht nur als Restaurator, sondern auch als Bildschnitzer förderte. In dieser Zeit entstand sein erstes größeres Werk: der Altar in der Hohenaltheimer Schlosskapelle.
Im Jahr 1959 heiratete Fink die Wallersteinerin Mathilde Wolf, mit der er zwei Kinder hatte. Im selben Jahr begann er seine Tätigkeit als freischaffender Künstler, zunächst in einem Nebenraum des Hauses seiner Schwiegereltern. 1963 legte er die Meisterprüfung als Holzbildhauer ab. Von 1969 bis 1994 arbeitete er in einem Atelier in Nördlingen. Danach bezog er sein Atelier in der Blumenstraße am Wohnort Wallerstein.
Er schuf bis zu seinem Tod zahlreiche Plastiken aus Holz und Bronze, bekannt sind auch die von ihm gestalteten und gefertigten Brunnen, die in vielen Rieser Ortschaften die Dorfplätze schmücken. Ebenso finden sich Werke aus seiner Hand an vielen Grundschulen im Ries. Ein besonderes Anliegen Finks war die Auseinandersetzung mit dem Glauben, so schuf er zahlreiche Altäre, Taufsteine, Amben, Kreuze und weitere Kirchenausstattung. Auch weit über das Ries hinaus wirkte er als Restaurator.
Am 26. Dezember 2010 starb Sebastian Fink. Er ist auf dem Friedhof in Wallerstein begraben.

## Auszeichnungen und Anerkennungen
- 1959: Anerkennung der Künstlergemeinschaft durch die Gutachterkommission für Malerei und Plastik für Bayern
- 1960: Aufnahme als Mitglied beim Berufsverband Bildender Künstler Schwaben-Nord und Augsburg
- 2003: Rieser Kulturpreis

## Werke (Auswahl)
| Titel                                                                                                 | Jahr | Ort                    |
| --- | ---- | ---------------------- |
| Gedenkstein für den Abschluss der Flurbereinigung                                                     | 1961 | Nördlingen             |
| Seitenaltar in der Pfarrkirche Hl. Dreifaltigkeit                                                     | 1963 | Rühlingstetten         |
| Hofkreuz der Familie Stimpfle                                                                         | 1964 | Maihingen              |
| Mosaik "Segnender Christus" und Reliefs der vier Jahreszeiten in der Grundschule                      | 1966 | Reimlingen             |
| Altartisch und Taufstein in der Pfarrkirche St. Stephan                                               | 1970 | Alerheim               |
| Dorfbrunnen am Bourgueil-Platz                                                                        | 1972 | Reimlingen             |
| Brunnen an der Berufsschule                                                                           | 1975 | Nördlingen             |
| Altartisch und Ambo in der Pfarrkirche St. Gallus                                                     | 1975 | Fremdingen             |
| Kopie der Statue des Hl. Josef aus der Pfarrkirche St. Georg Reimlingen für die Pfarrkirche St. Josef | 1978 | Augsburg               |
| Dorfbrunnen                                                                                           | 1980 | Schweindorf            |
| Egerland-Brunnen                                                                                      | 1984 | Nördlingen             |
| Altartisch und Ambo in der Pfarrkirche Hl. Dreifaltigkeit                                             | 1987 | Schopflohe             |
| Schnitzwerk der Orgel in der Tonhalle                                                                 | 1988 | Zürich                 |
| Brunnen am Schloss                                                                                    | 1993 | Gosheim                |
| St.-Leonhards-Brunnen                                                                                 | 1994 | Fremdingen             |
| Gedenkstein zur 20-jährigen Gemeindepartnerschaft Reimlingen-Bourgueil                                | 1995 | Bourgueil (Frankreich) |
| St.-Bernhard-Brunnen                                                                                  | 1997 | Huisheim               |
| Brunnen an der Druckerei                                                                              | 1999 | Reimlingen             |
| Skulpturengruppe an der Stadtbibliothek                                                               | 2000 | Nördlingen             |
| Lautenspieler aus Bronze im Seniorenheim                                                              | 2002 | Wemding                |

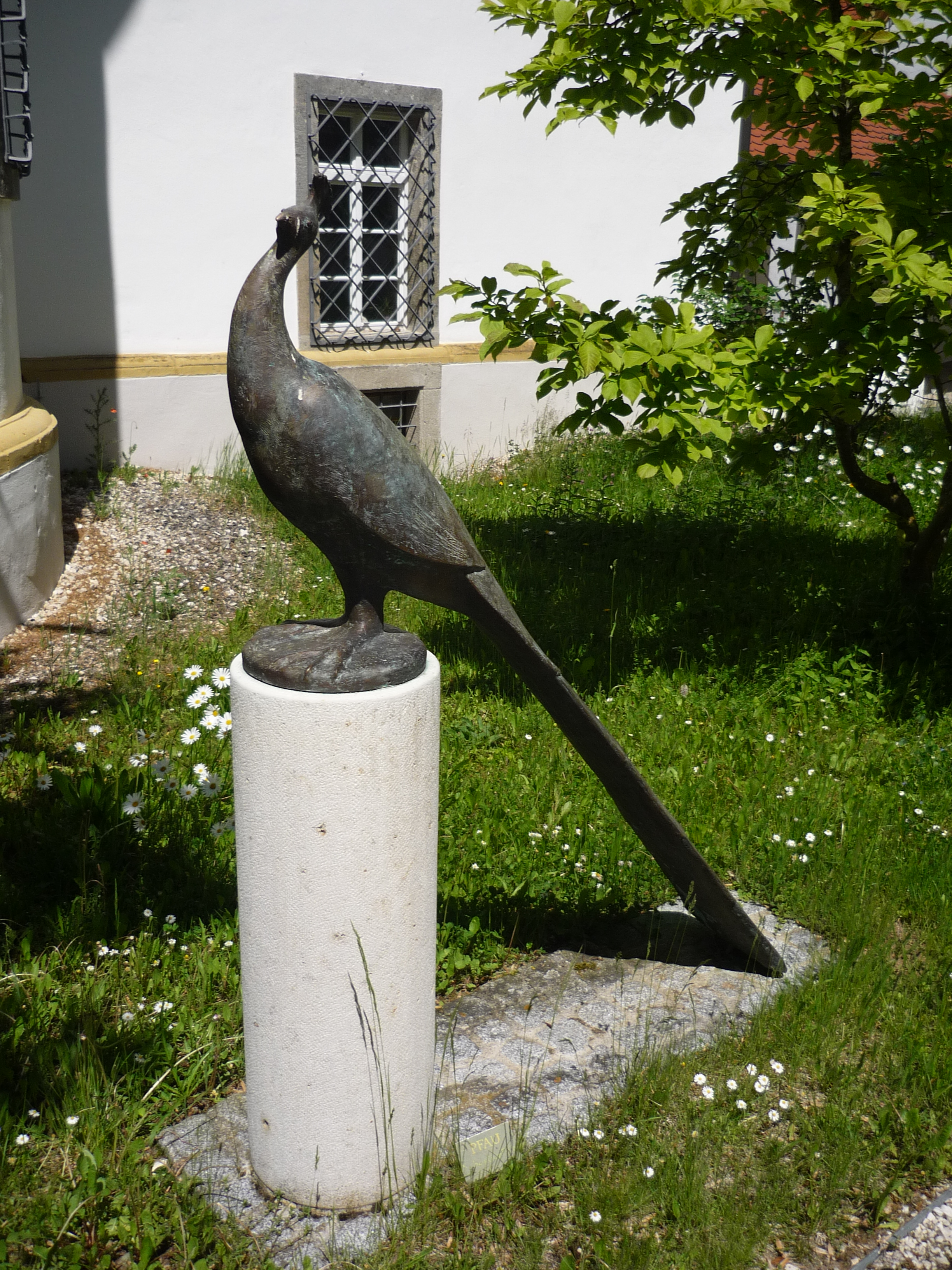
Bronzeplastik am Schloss, Reimlingen
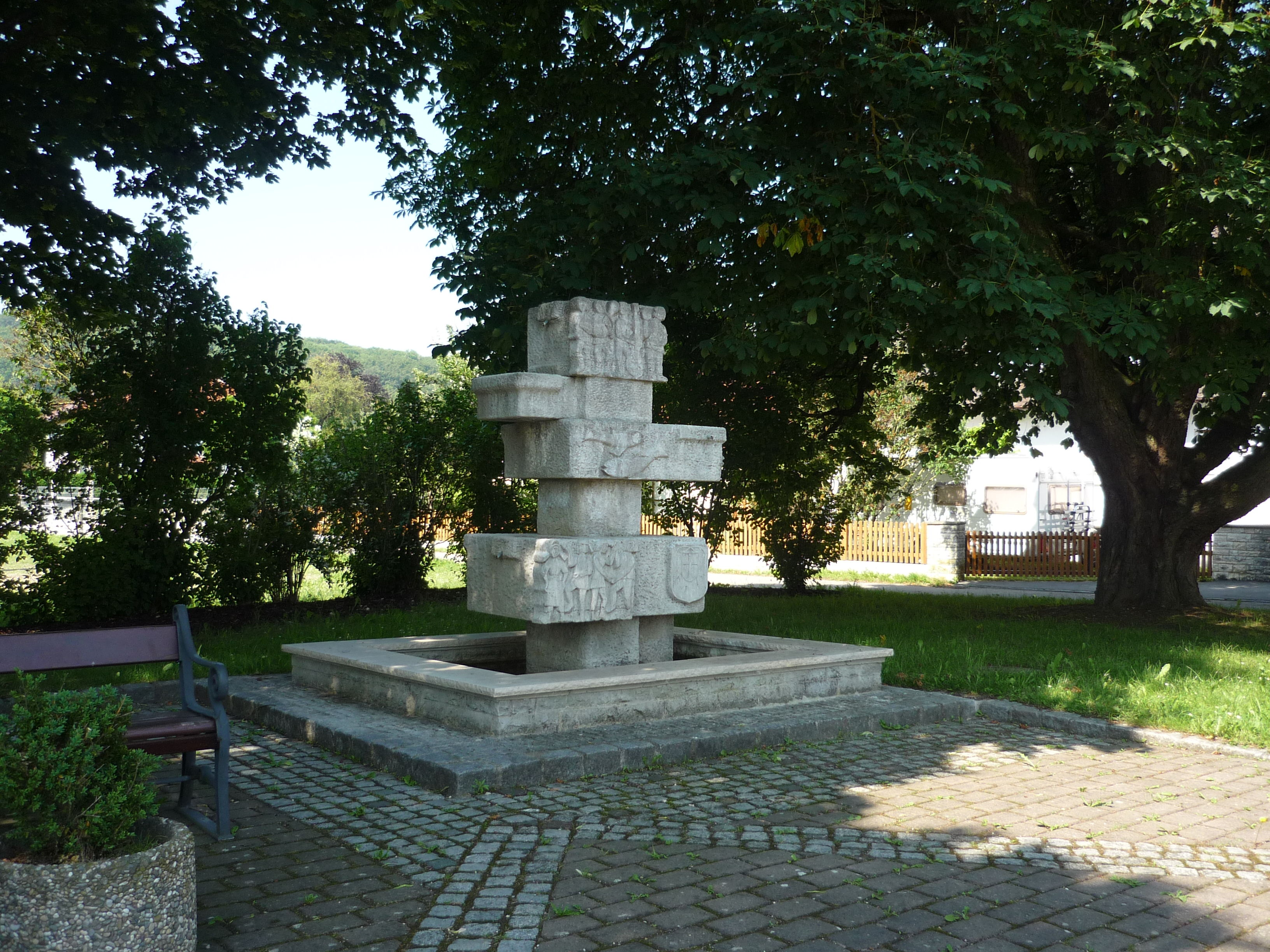
Dorfbrunnen am Place de Bourgueil, Reimlingen
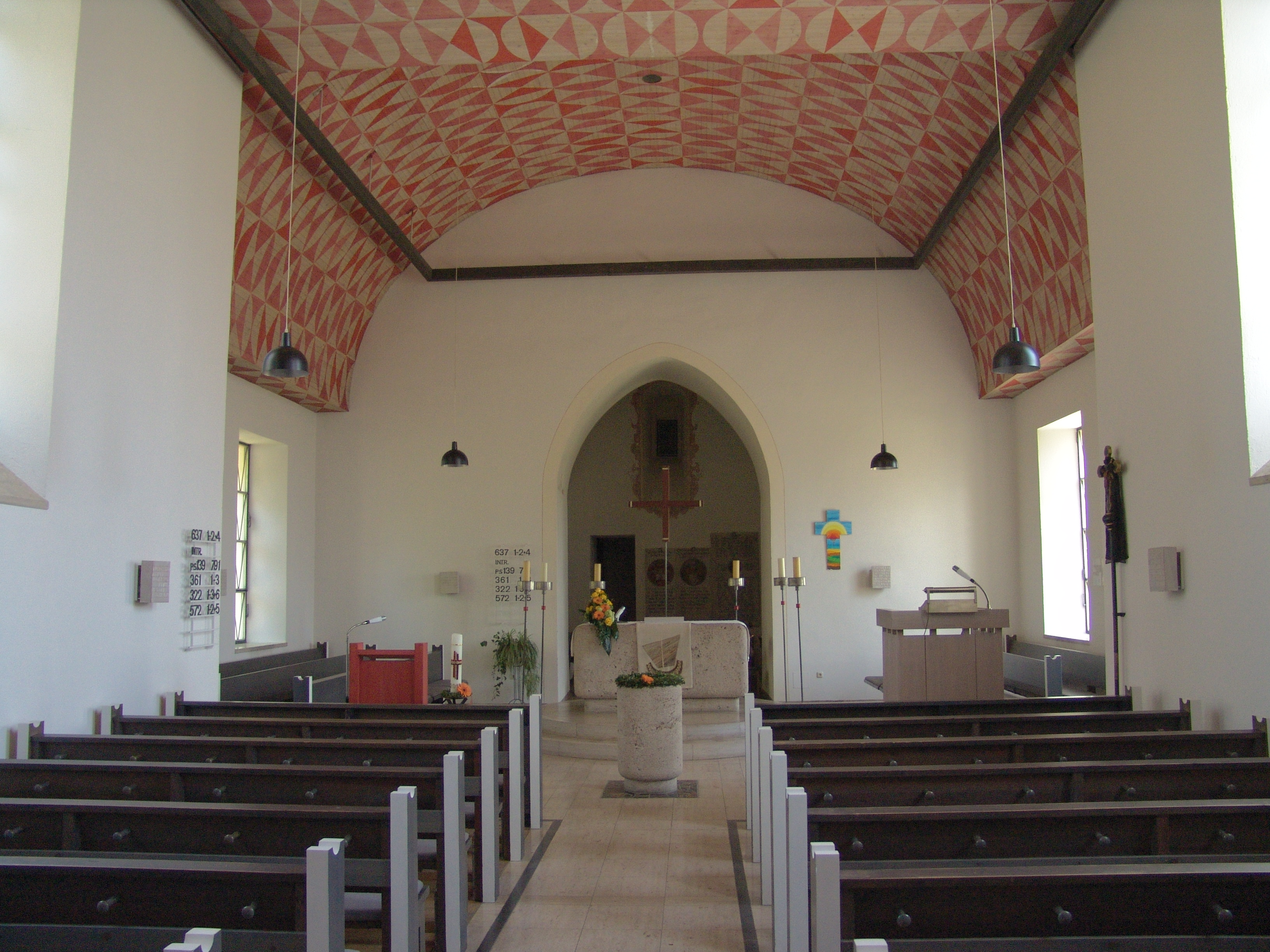
Taufstein und Altar in St. Stephan, Alerheim
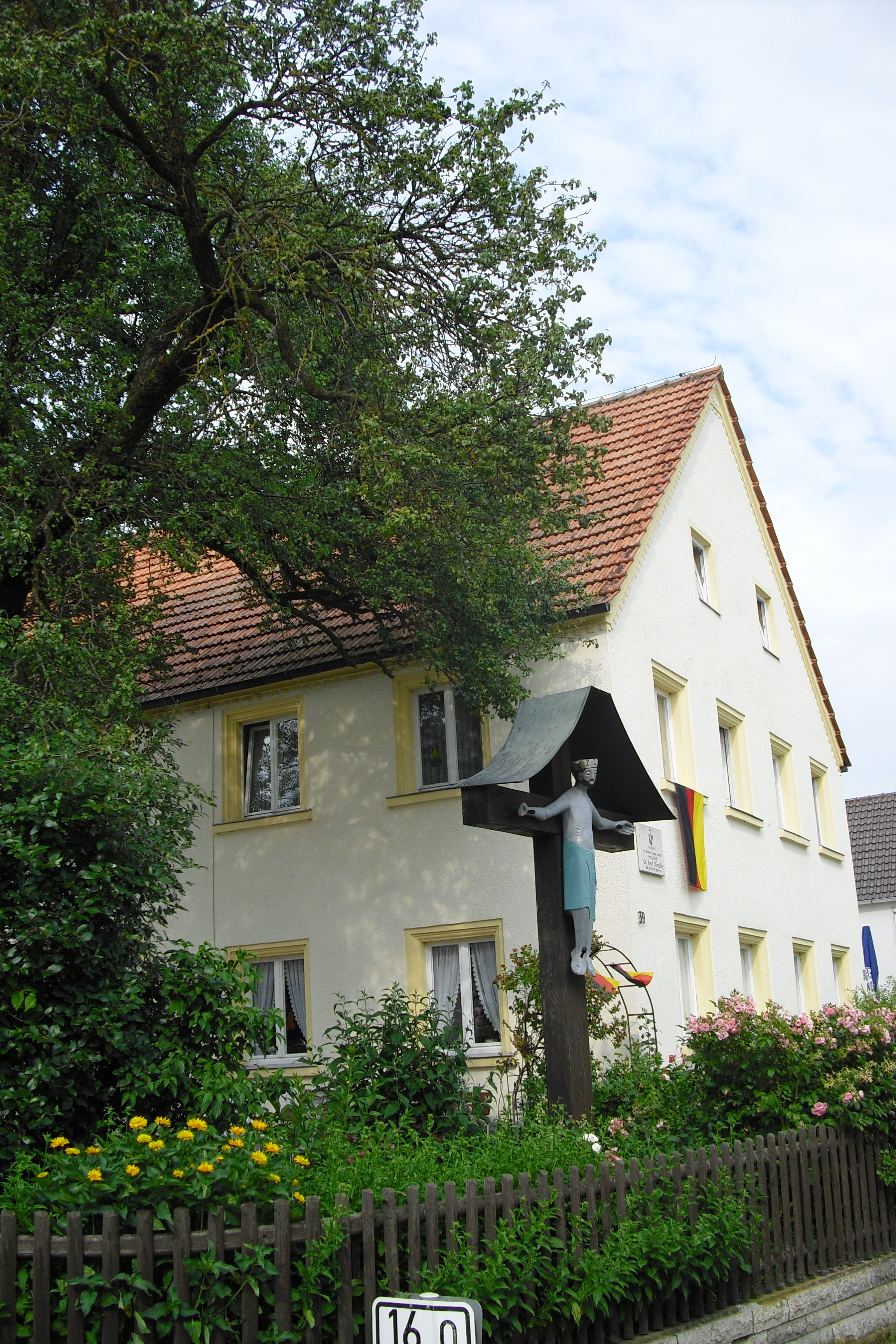
Hofkreuz der Familie Stimpfle, Maihingen